# Fūki Yamada
Fūki Yamada (japanisch 山田 楓喜 Yamada Fūki; * 10. Juli 2001 in Minakuchi, Präfektur Shiga) ist ein japanischer Fußballspieler.

## Karriere
Fūki Yamada erlernte das Fußballspielen in der Jugendmannschaft von Kyōto Sanga. Hier unterschrieb er am 1. Februar 2020 auch seinen ersten Profivertrag. Der Verein aus Kyōto, einer Stadt in der Präfektur Kyōto, spielte in der zweiten japanischen Liga. Am Ende der Saison 2021 wurde man Vizemeister und stieg in die erste Liga auf. In der zweiten Liga kam er nicht zum Einsatz. 2021 spielte er einmal im Kaiserpokal. Hier wurde er am 9. Juni 2021 in der zweiten Runde gegen den FC Imabari in der 74. Minute für Tadanari Lee eingewechselt. Kyōto gewann das Spiel 3:1. Sein Erstligadebüt gab Fūki Yamada am 2. April 2022 (6. Spieltag) im Auswärtsspiel gegen Vissel Kōbe. Hier wurde er in der 90.+2 Minute für Takumi Miyayoshi eingewechselt. In der 90.+4 erzielte er mit einem Linksschuss sein erstes Tor in der ersten Liga. Hier erzielte er das dritte Tor für Kyōto. Kyōto gewann das Spiel 3:1. Nach 31 Ligaspielen wechselte er im Februar 2024 auf Leihbasis für eine Spielzeit zum Erstligisten Tokyo Verdy. Hier bestritt er 21 Ligaspiele. Nach Saisonende wechselte er im Januar 2025 auf Leihbasis nach Portugal zum Erstligisten Nacional Funchal.